# Valentín Feilberg
Valentín Feilberg fue un marino y explorador argentino que sirvió en la Armada Argentina luchando en la guerra del Paraguay, la Conquista del Desierto y en los conflictos civiles de su país en las últimas décadas del siglo XIX, siendo también responsable de la exploración de los ríos Pilcomayo y Santa Cruz y del descubrimiento del lago Argentino.

## Biografía
Valentín Feilberg nació en la ciudad de Buenos Aires, el 3 de noviembre de 1852, hijo del inmigrante danés Juan Pedro Feilberg y la porteña Francisca Alsina.
El 15 de mayo de 1869 ingresó a la armada como aspirante en el vapor Gualeguay con el que participó de la última fase de la campaña de la Guerra del Paraguay. Finalizado el conflicto, en 1870 pasó al General Brown interviniendo en la represión de la rebelión jordanista, tomando parte en la defensa de Goya durante la batalla de Ñaembé.
A mediados de 1873 pasó como segundo de la goleta Chubut con la que exploró los mares del Atlántico Sur.
En noviembre de ese año, en territorio de la actual provincia de Santa Cruz, exploró el río Santa Cruz con un pequeño bote de la Chubut tripulado con otros cuatro hombres y llegó después de 20 días de navegación al valle del Misterio, lugar al que había llegado en 1833 la primera expedición de Robert Fitz Roy.
Llegó luego al lago Argentino, pensando que había llegado al lago Viedma, y tras dejar un acta depositada dentro de una botella al pie de un mástil improvisado con un remo y su bandera, regresó por tierra a caballo hasta la costa.
En 1874 debió regresar a Buenos Aires por habérsele congelado una pierna.
Fue ascendido a teniente y pasó como oficial a la cañonera Paraná. Durante la revolución de 1874 permaneció leal al gobierno. Comandó luego los vapores Don Gonzalo y Anita de la flota fluvial, regresando luego a la Paraná bajo el mando de Mariano Cordero. En 1876 fue segundo del vapor Pavón, con el que intervino en la tercera campaña de Entre Ríos contra López Jordán.
En 1878 fue promovido a capitán de marina y sirvió como segundo a bordo de la cañonera República, marchando a Santa Cruz en la expedición Py.
Prestó al mando de la República auxilios al ejército expedicionario acantonado en la isla Choele Choel a raíz del desbordamiento del río Negro.
En 1880 volvió a Buenos Aires y pasó como agregado a la Comandancia General.
Con motivo de la revolución de 1880 partió con la República a Rosario (Argentina) donde quedó a las órdenes del interventor nacional en la provincia de Corrientes Miguel Goyena. 
En julio ascendió a sargento mayor y fue nombrado como segundo de la Escuadrilla del Río Negro, operando en ese puesto y al mando del vapor Río Negro durante la Conquista del Desierto hasta que finalizada la Campaña de los Andes pasó en 1883 al mando de la cañonera Pilcomayo.
En 1884 exploró el río Pilcomayo y fundó la colonia Fotheringham.
Tras recorrer en 55 días 470 km de su curso presentó un completo informe y planos de la región. Ese año obtuvo una medalla del Congreso por sus exploraciones.
El 1 de mayo de 1885 ascendió a capitán de fragata, según el nuevo escalafón.
Fue comandante del Pilcomayo hasta el 26 de julio de 1886 en que fue nombrado Delegado de Minas en el territorio de Santa Cruz de reciente creación permaneciendo en ese puerto hasta 1887.
Efectuó detallados reconocimientos de la costa entre Cabo Vírgenes y Río Gallegos. Después de comandar el transporte Villarino a mediados de 1889 fue ascendido a capitán de navío y puesto al mando de la División de Transportes de la Armada Argentina.
En 1890 presentó un proyecto de reglamentación de faros el cual fue aprobado y puesto en práctica. Nombrado vocal de la Comisión Naval en Europa, en 1891 recorrió varios países llegando a Suecia y Noruega. Al volver actuó en el movimiento revolucionario de septiembre de 1892.
Entre 1893 y 1895 se desempeñó como subsecretario del ministerio de Marina debiendo hacerse cargo del Estado Mayor General por enfermedad de su titular el contralmirante Daniel de Solier, y del despacho del ministerio por ausencia del ministro.
El 3 de setiembre de 1895 pasó a revistar en la Plana Mayor Activa hasta que en junio de 1897 fue nombrado por poco tiempo secretario adscripto al ministerio de Marina, pasando luego a hacerse cargo de la Dirección de Talleres y Arsenales donde proyectó y realizó la construcción de los talleres de la Dársena. 
En 1900 pasó a la jefatura del Apostadero Naval de Río Santiago, y, con retención de cargo, ejerció la comandancia de la División de Cruceros con insignia en el crucero Buenos Aires. Durante el ejercicio de ese mando constituyó división con el 9 de Julio y el 25 de Mayo para instrucción de los cadetes y fue encargado de recibir al presidente del Brasil Campos Salles cuando llegó al país en octubre de 1900, escoltándolo con esas naves y luego lo acompañó a Montevideo para despedirlo.
En 1902, en momentos en que se temía una guerra con Chile, se le encomendó por poco tiempo el mando de las fuerzas de defensa en el Río de la Plata, finalizando su comisión luego de 5 períodos de maniobras y ejercicios. Ascendió al rango de contralmirante el 20 de septiembre de 1904 y fue nombrado Intendente General de la Armada cargo con el que revistó hasta 1908.
Pasó a retiro en 1910 y falleció en Buenos Aires el 4 de octubre de 1913. Sus restos fueron depositados en el Panteón de Guerreros del Paraguay que se encuentra en el Cementerio de la Recoleta; estaba casado con Dolores Crespo.